# N'Jum Bakary
N'Jum Bakary är en ort i Gambia. Den ligger i regionen Upper River, i den östra delen av landet, 230 km öster om huvudstaden Banjul. Antalet invånare var 324 vid folkräkningen 2013.